# Molyhos ökörfarkkóró
A molyhos ökörfarkkóró (Verbascum thapsus) a görvélyfűfélék (Scrophulariaceae) családjába tartozó növényfaj, amelynek természetes élőhelyei Európában, Észak-Afrikában és Ázsiában vannak. Betelepített növényfajként jelen van az amerikai szuperkontinensen és Ausztráliában.
E növényi szőrökkel (trichoma) borított kétnyári növényfaj akár kettő méternél is magasabbra nőhet. Magasra nyúló szárán tömött sorokban jelennek meg közepesen nagy, sárga virágai. A virágokat hozó szára a levelek csokrából tör elő. Életfeltételeinek számos élőhelyi sajátosság megfelel, főleg az olyan talajokat kedveli, amelyeket valamilyen szinten megbolygattak. Kedveli a napfényes területeket. Hosszú ideig csíraképes magvai a talajra szóródva, vagy állatok közreműködésével a talaj mélyebb rétegeibe jutva évek múltán is képesek kikelni.
Széles körben elterjedt gyomnövény magvainak elszórásával szaporodik, ugyanakkor csak nagyon ritkán válik invazívvá, mivel csírázásához és a növény életfeltételeihez feltétlenül szükséges a megfelelő mennyiségű napfény. A mezőgazdasági termőterületeken csak nagyon kis problémát okoz a jelenléte, mivel nem kimondottan agresszíven terjeszkedő növényről van szó, valamint nehezen viseli, ha a talajt megbolygatják gyökerei körül. Számos rovarfaj választja otthonául e növényt, amelyek veszélyt jelenthetnek a környező egyéb növényekre. Bár egyedeit viszonylag könnyű akár kézzel is eltávolítani, ugyanakkor hosszú csírázóképessége miatt viszonylag nehéz megszabadulni populációjától. Gyógyászati célokra már az ókortól kezdve felhasználják.

## Jellemzése
A föld északi féltekén elterjedt kétszikű, kétnyári és lágy szárú növény. A növény kifejlődésének első évében hozza hosszú, molyhokkal borított lándzsás levélrózsáját. A levelek hossza akár az ötven centimétert is elérheti. A második növekedési évben a növényen kifejlődik középső szára, mely az esetek többségében mindössze egyetlen ágból áll. Ez a szár akár egy-két méter magasságúra is megnőhet. Kínában, mely e növényfaj természetes élőhelyeinek keleti határát képezi, a növény magassága másfél méter körül alakul. A középső száron helyezkednek el az apró, sárga virágok, melyek sűrűn egymás mellett találhatóak a levélkorona felső részétől kezdve, a hajtás csúcsáig. A sárgás, gyapjas szőrökkel fedett ökörfarkkóró májustól szeptemberig hozza virágzatát, a virágzati tengely akár egy méter magas is lehet. Halványsárga virágai szoros füzérvirágzatot képeznek. A növény minden föld felett elhelyezkedő részét szőrök borítják minden irányból, kivéve a virágokat.
A sűrűn molyhozott levélzet a molyhoktól ezüstös színezetű. A virágzó növényeken a levélzet fölső, felfelé haladva fokozatosan egyre kisebbé váló részei elérhetik a füzérvirágzat vonalát is. A levélzet lefelé, a szár irányában egyre szélesebb és váltakozó méretű a növény szárának különböző pontjain. A levélzet többnyire hosszanti irányban elnyújtott lándzsás alakú. A levelek közül a leghosszabbak elérhetik akár az ötven centiméteres hosszúságot is, és akár 14 centiméteres szélességgel is rendelkezhetnek. A levélzet felfelé a szár mentén fokozatosan egyre kisebb méretű és egyre inkább lefelé mutat, míg az alsóbb, régebbi levelek a szárból kiindulva némi emelkedés után lefelé csüngenek a növény külső részein. A levélzet legalsó részei kisebb méretűek, mint a levélrózsa középső részén elhelyezkedő levelek.
A virágzó törzs akár 2-2,5 centiméter vastag, erős szárból áll, és többnyire csak valamilyen külső behatás miatt ágazhat el. A virágzást és a magvak elszórását követően a szár még télen is megmarad, sőt akár a következő nyárig is kitarthat, ám akkorra sötétbarnára színeződik és kiszárad a növény. A növény egy viszonylag sekély gyöktörzzsel rendelkezik.
Öt sziromból álló, ötszögletű virágaiban öt porzó, illetve öt bibe helyezkedik el. A virágok átmérője másfél centimétertől egészen három centiméterig terjedhet. A molyhos ökörfarkkóró virágai egy nagyon rövid virágnyélen ülnek, melynek hossza mindössze két milliméter. A szár felsőbb részein fokozatosan egyre kisebb méretű virágokat hoz a növény. Észak-Európában mindössze három hónapon keresztül virágzik június végétől augusztus végéig. A virágok a száron sohasem egyszerre nyílnak ki, hanem a nap meghatározott szakában, és akkor sem a szár minden részén nyílnak.

## Taxonómia

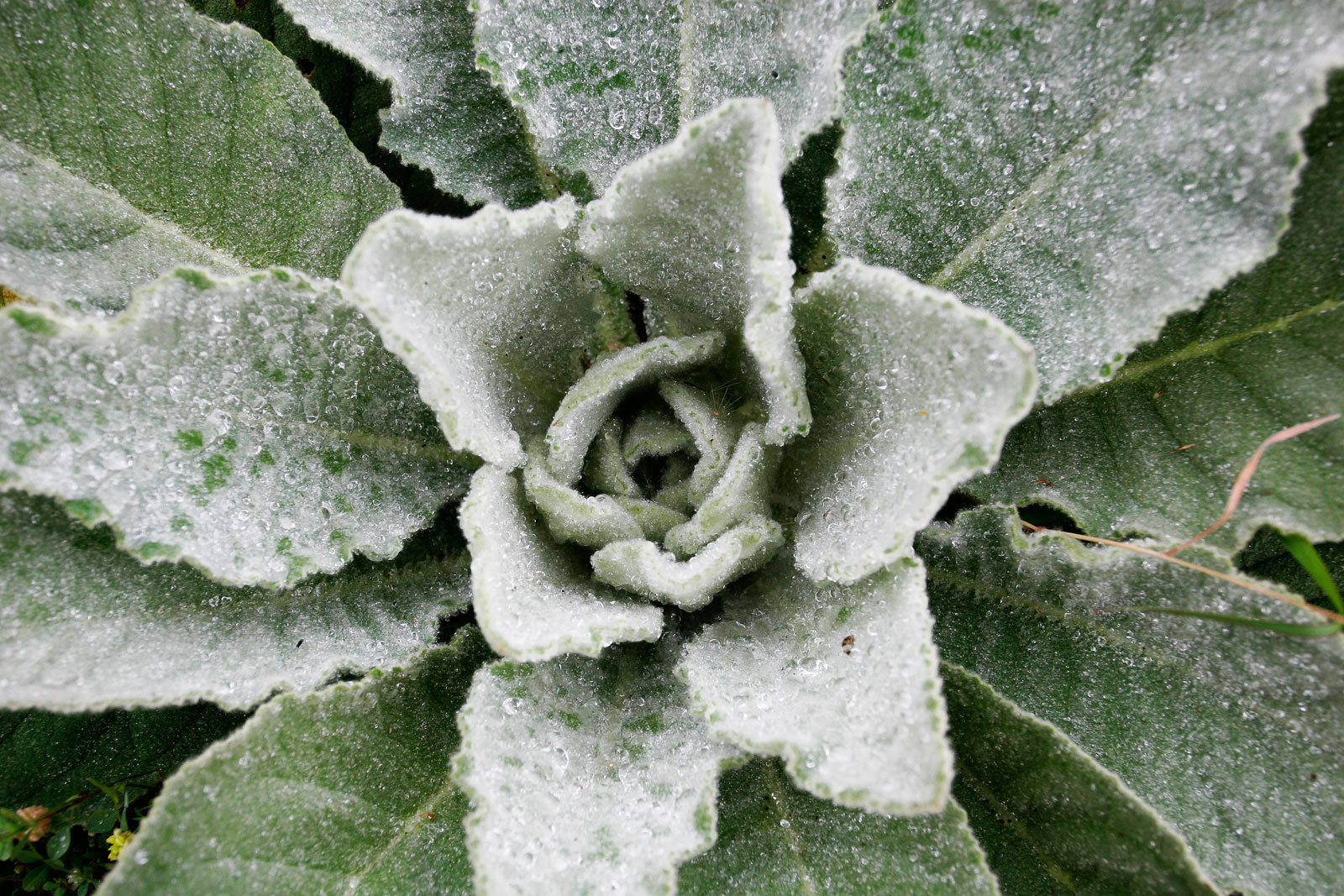
A molyhos ökörfarkkóró levélrózsája

Botanikai elnevezését Carl von Linnének köszönheti, aki 1753-as művében jellemezte a Verbascum thapsus-t. Magát a thapsus utótagot Theophrastus használta (mint: Θάψος, Thapsos) egy bekategorizálatlan gyógynövényre, mely az ókori Görögország Thapsos nevű településének közelében termett, a mai Siracusa közelében, Szicíliában, bár gyakran a tunéziai Thapsussal keverik.
Abban az időben a fajtaspecifikus jelzőket még nem igazán alkalmazták, ezek csak a későbbiek során a 19. században terjedtek el. A Verbascum taxonómiája nem került felülvizsgálatra egészen Svanve Mürbeck 1930-as monográfiájáig, Arthur Huber-Morath munkájának kivételével, aki félhivatalosan külön csoportot használt Irán és Törökország növényfajainak esetében. Mivel Arthur Huber-Morath csoportosítása nem taxonómiai szempontból történt, ezért Mürbeck gyakorlata az egyetlen elérhető mű, amely e növényt vizsgálja.

### Alfajai és hibridjei
Három alfaját különböztetjük meg:
- V. thapsus subsp. thapsus; mely a legelterjedtebb
- V. thapsus subsp. crassifolium, mely a Földközi-tenger vidékén és Ausztria 2000 méteres tengerszint feletti magasságaitól lentebb él,
- V. thapsus subsp. giganteum, mely Spanyolországban őshonos.

### Elnevezései

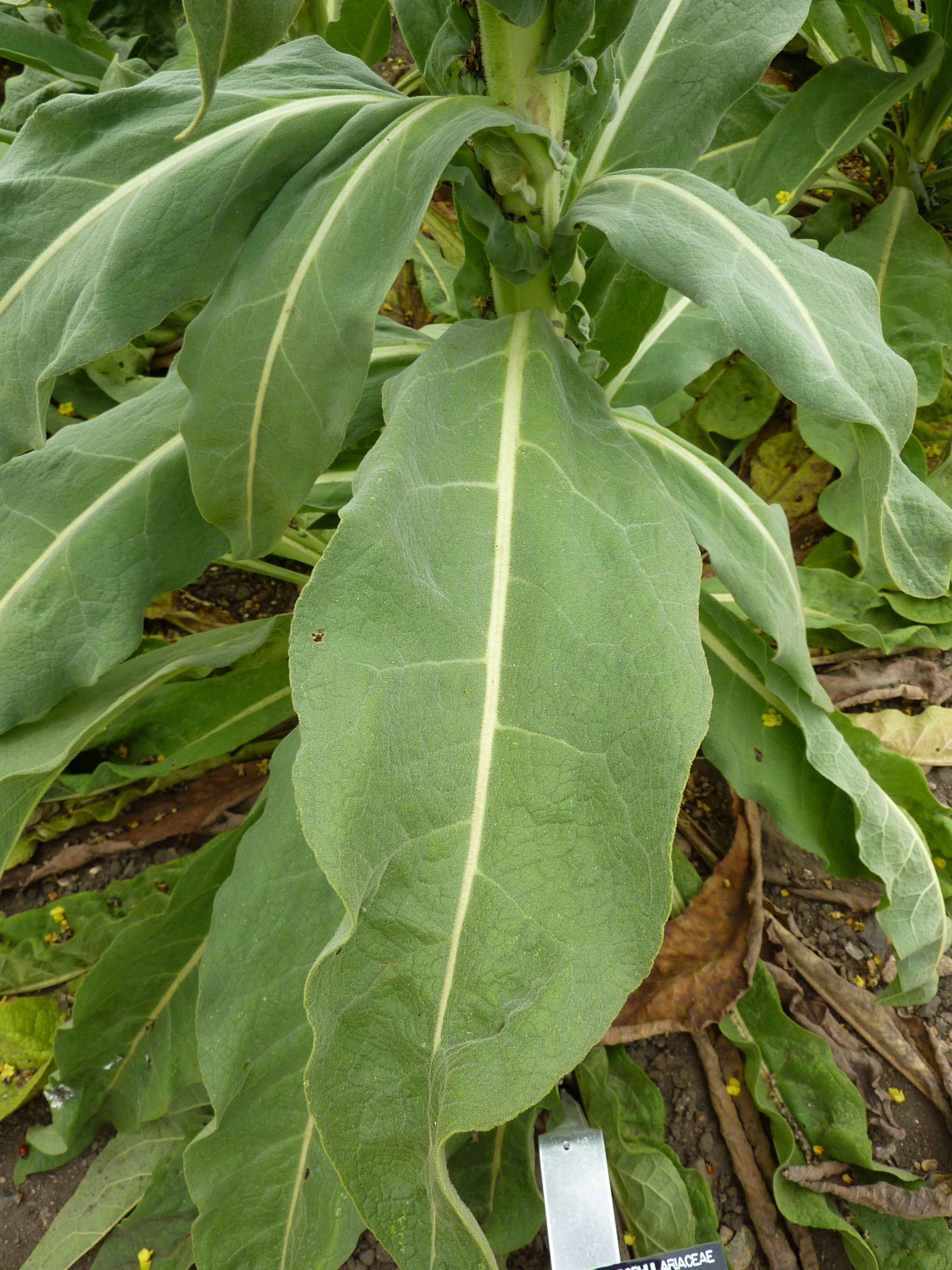
A jéglevélnek is hívott növény egy idősebb példánya

A molyhos ökörfarkkórónak számos különböző elnevezése ismert angol nyelvterületekről és Európa különböző pontjairól. Európában a szakirodalom gyakran csak nagy ökörfarkkóró néven említi. Észak-Amerikában a közönséges ökörfarkkóró nevet használják, míg az Egyesült Államok nyugati részén a köznyelv csak a cowboyok vécépapírjaként hivatkozik rá.
A 19. században csak angol nyelven több mint 40 elnevezése volt a molyhos ökörfarkkórónak. Nevezték indián rongyfűnek, Ádám vesszejének, nyúlszakállnak, jéglevélnek, szőrökkel sűrűn borított mivolta miatt nevezték gyapjas ökörfarkkórónak, bársonyos ökörfarkkórónak, takarós ökörfarkkórónak, koldustakarónak, vagy Mózes takarójának, Miasszonyunk takarójának, szegény ember takarójának is.

## Elterjedése és élőhelyei

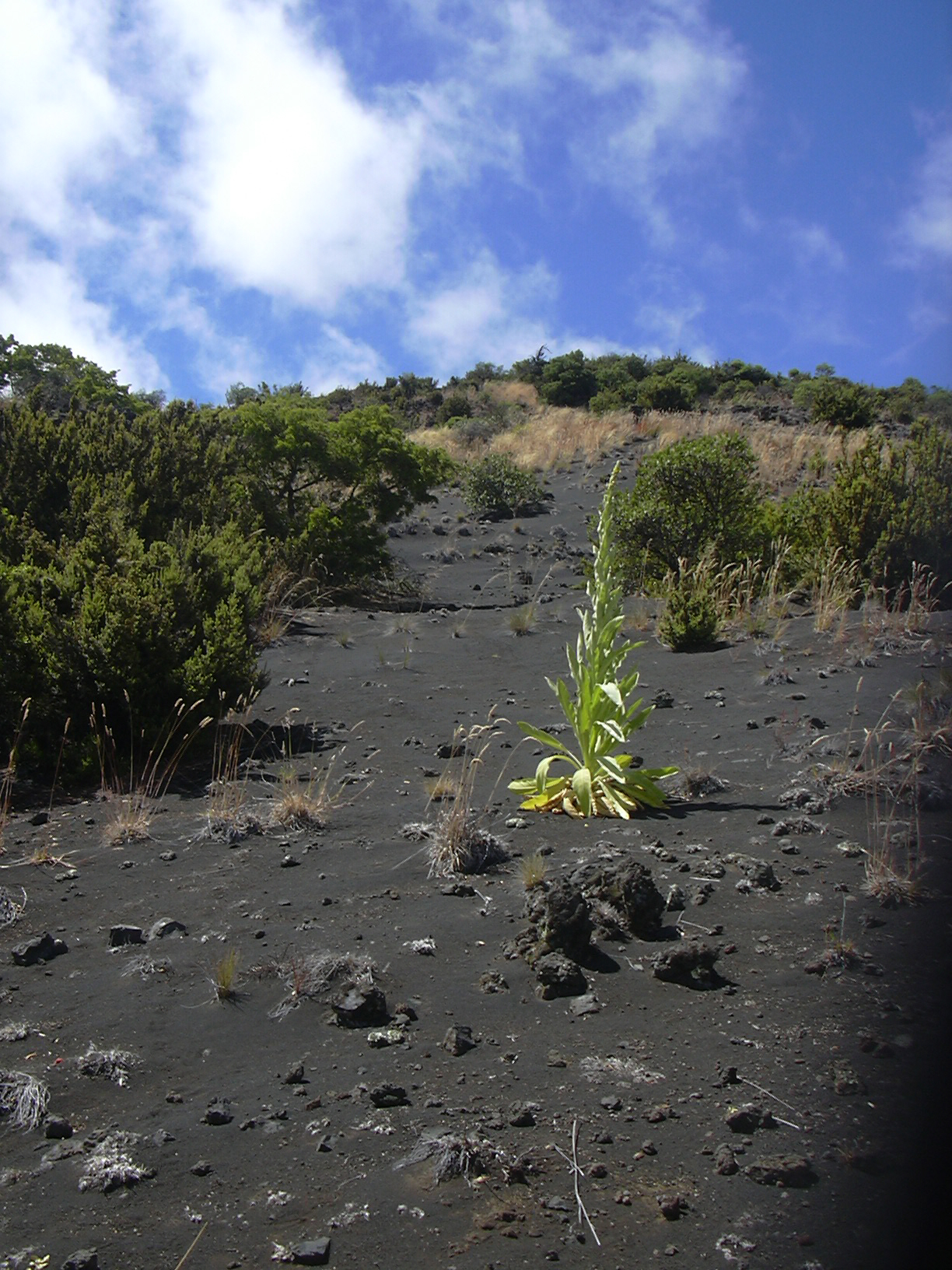
Egy példány Hawaii-n, vulkanikus talajon

A Verbascum thapsus széleskörűen elterjedt növény szerte Európában, Észak-Afrikában és Ázsiában. Nyugaton az Azori-szigetek és a Kanári-szigetek keleti tagjaitól kezdve, keleten Nyugat-Kínával bezárólag, északon a Brit-szigetek, Skandinávia és Szibéria, míg délen a Himalája hegyvonulatai alkotják természetes élőhelyeinek határait. Észak-Európában 1850 méteres tengerszint feletti magasságon is megél, míg Kínában 1400 és 3200 méteres tengerszint feletti magasságban él.
A mérséklet éghajlatú vidékeken világszerte megtalálható, mint behurcolt növényfaj, így találkozhatunk vele Ausztráliában, Új-Zélandon, Ázsia trópusi vidékein, Réunion szigetén, Észak-Amerikában, Hawaiion, Chilében, Hispaniola szigetén és Argentínában is. Beszámolók alapján tudjuk, hogy Japánban is meghonosították.
Az Egyesült Államokban már a 18. század első éveiben meghonosították e fajt, ahol főleg, mint gyógynövényt, illetve mint halmérget hasznosították. 1818-ra a molyhos ökörfarkkóró egyre elterjedtebbé vált, ezért Amos Eaton úgy gondolta, hogy őshonos növényfajról van szó. 1839-ben Michigan, majd 1876-ban már Kalifornia vidékein is megjelent a beszámolók alapján. Napjainkban az Államok összes tagállamában megtalálható. Kanadában az úgy nevezett Maritime Provinces, azaz Új-Brunswick, Új-Skócia és a Prince Edward-szigetek területén, valamint Québec tartomány déli részén, Ontarióban és Brit Columbia területén terjedt el.

## Ökológia

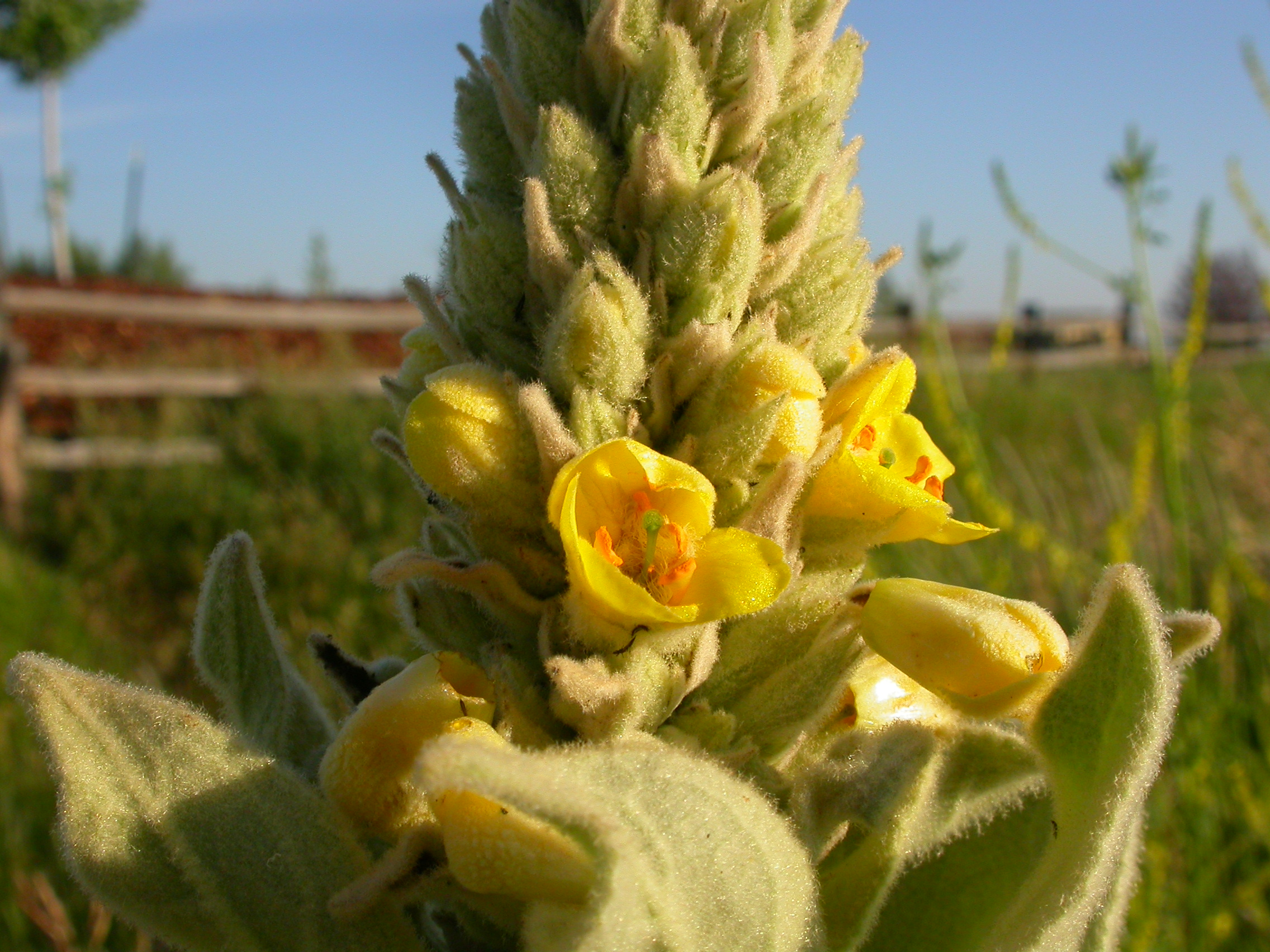
A molyhos ökörfarkkóró kinyíló virágzata

A molyhos ökörfarkkóró kétéves növény, melynek szüksége van virágzás előtt egy telelési, pihenőidőszakra. E növény magjai a puszta földben is kicsíráznak, ha a hőmérséklet 10 és 40 fok közé esik. Ideális csírázási körülmények és teljes sötétség mellett, a föld alatt e növény magjainak akár 35 százaléka is kicsírázhat. Ugyanakkor a vadonban előfordul, hogy csak sekélyebb, felszínközeli helyekre jutnak el a magvak, ahol esetenként több fénynek vannak kitéve, ám e növény megfelelő környezeti körülmények esetén ilyenkor is kifejlődik. Olyan területeken, ahol bizonyos mértékű növényzet borítja e növények körül a talajt, az ökörfarkkóró növekedése akár négy-, vagy hétszerese is lehet az ideálisabb és kopárabb részeken élő fajtársaihoz képest.
A magvak tavasszal és nyáron csíráznak ki. Azok a magvak, amelyek az ősz folyamán csíráznak ki és megfelelő méretűre nőnek, azok képesek átvészelni a telet, és a következő idényben folytatják növekedési ciklusukat. Amennyiben a levélrózsa átmérője a 15 centimétert nem éri el, mire beköszönt a tél, akkor ezen alulfejlett növénykék elpusztulnak a téli időszak során. A virágzást követően az egész növény elszárad és elpusztul, de néhány egyednél, különösen elterjedési területének északi vidékein, előfordul, hogy három növekedési időszakot vesz igénybe a növény életciklusa, és csak a harmadik évben hoz virágot és terem magokat. Az átlagosnál jobb életfeltételek esetén viszont előfordulhat, hogy e növény egyetlen év leforgása alatt csírázik ki, kifejlődik és virágokat is hoz. A három növekedési időszakot igénylő egyedek kevesebb magot hoznak egy-, vagy kétéves társaiknál. Míg a virágzás éve és a növény mérete nagyban függ a környezeti feltételek alakulásától, addig e növényfaj további tulajdonságait elsősorban a genetika alakítja.
Minden egyes virág csak egyetlen napig nyílik, még hajnal előtt kinyílva, majd a délután során bezárulva.
A magvak csírázóképességüket évtizedekig megőrzik, sőt bizonyos tanulmányok szerint akár több mint 100 évig is. Ennek okán, valamint, e növény szélsőséges termőképessége miatt (minden növényen több száz magokat tároló kapszula helyezkedik el, amelyek mindegyike több mint 700 magot tartalmaz, melyek együttesen akár 180 000-240 000 magot is számlálhatnak növényenként) a magok hosszú ideig is fennmaradhatnak akár a puszta földön is, mielőtt megfelelőek lennének a feltételek a növények kicsírázásához, akár évekkel az anyanövény halálát követően is. A molyhos ökörfarkkóró viszonylag kis területet hódít meg az emberi beavatkozásokat leszámítva, mivel magjai az anyanövény körül kis területen belül szóródnak szét. A magok kiszóródásához a szél, vagy az állatok mozgása miatt meglóduló szár szükséges. A növény magjainak mintegy 75 százaléka a növény körüli 1 méteres távolságon belül szóródik el, míg 93 százalékuk 5 méteres körön belül hullik le.
A művészméhek, melyek a méhek Anthidium családjába tartoznak, felhasználják e növény szőreit (más szőrrel borított növények szőrei mellett), hogy fészkeiket kialakítsák. A növény által termelt magok többnyire elég apróak ahhoz, hogy a madarak táplálékát ne képezzék, ugyanakkor az aranycsízről vannak olyan beszámolók, melyek azt írják le, hogy e madárfaj fogyasztja őket. Más madárfajoknál megfigyelték, hogy e növény leveleit fogyasztották, mint például a Hawaii lúd, vagy virágait, mint például a kékhátú gyapjasmadár (Loxioides bailleui), vagy e növényt használták fel táplálékuk felkutatására, mint például a fehérfejű harkály (Leuconotopicus albolarvatus), amely rovarok után kutat e növény szárán.

## Mezőgazdasági hatásai és kordában tartása
Mivel a molyhos ökörfarkkóró ritkán képes felvenni a termesztett növényekkel szemben a versenyt, ezért nem jelent komoly veszélyt, mint mezőgazdasági gyomnövény és könnyedén kiirtható a föld művelésével, kivéve azokat a területeket, ahol a növényzet eleve ritkásabban fordul elő, mint például Kalifornia félsivatagos vidékei és a Sierra Nevada keleti része. Néhány élőhelyen képes kiszorítani a természetes növénytakaró egyedeit, főleg erdőtüzeket követően, amelyek megzavarják a vegetáció átöröklődését. Bár nem igazán jelent veszélyt a mezőgazdasági növényekre, jelenlétét mégis bonyolulttá teheti azon tulajdonsága, hogy magjainak hosszú csírázóképessége miatt nehéz végleg megszabadulni tőle és a pihentetett, parlagon heverő területeken igen problémássá válhat.

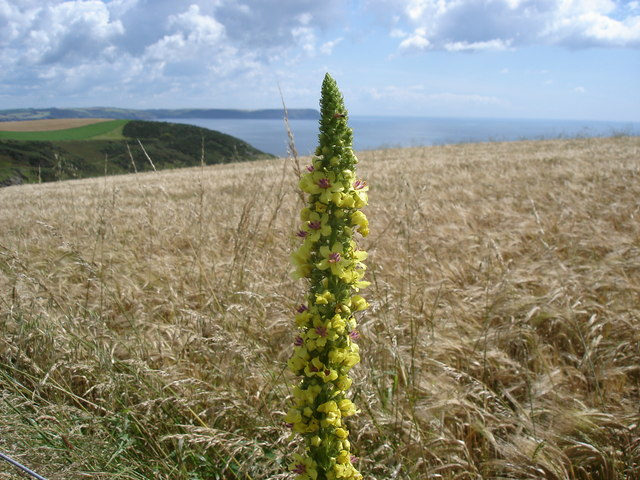
A molyhos ökörfarkkóró kevés problémát okoz a mezőgazdasági földeken

A molyhos ökörfarkkóró káros gyomnövénynek minősül az amerikai Colorado államban és Hawaiin, valamint Ausztrália Victoria államában törvényekkel szabályozzák West Gipsland régióban és más régiókban.
Annak ellenére, hogy ez nem egy kimondottan veszélyes gyomnövény, mégis amiatt jelenthet leginkább veszélyt a mezőgazdasági növényekre, hogy számos rovarfaj, káros és hasznos egyaránt, megtelepedhet rajta és át is telelhetnek a növényen. Egy tanulmány szerint 29 különböző családba tartozó rovarfaj egyedei telepedhetnek meg a molyhos ökörfarkkórón.
A molyhos ökörfarkkóró hordozója lehet az uborka mozaikos vírusának, valamint a texasi gyökérrothadásnak.
Helyenként szükségessé válhat a molyhos ökörfarkkóró terjedésének megállítása, melynek egyik eszköze a mechanikus irtása, melyet szántással, kapálással és egyéb talajmozgatási eljárásokkal lehet elvégezni. Az állatok viszonylag ritkán táplálkoznak az ökörfarkkóró molyhos leveleivel, mert annak szőrei izgatják az állat nyálkahártyáit és felületaktív anyagokat tartalmaz. A levélzet kialakítása és a szőrök egyébként hozzájárulnak ahhoz, hogy a növényen végiggördülő esőcseppek a növény gyökereihez eljuthassanak. Égetéssel nem igazán szabadulhatunk meg a molyhos ökörfarkkórótól, mivel azáltal újabb nyílt talajfelszínek keletkeznek, amelyeket e növény gyorsan képes birtokba venni. Kecskéket és csirkéket is szoktak alkalmazni arra, hogy enövény egyedeit lelegeljék és ezáltal megállítsák terjedését. Bizonyos gyomirtószerek is hatékonyak lehetnek az ökörfarkkóró ellen, főleg azok, amelyek glüfoszfátot, triclopyrt és szulfurometuron-methylt tartalmaznak. Egyes földön ható gyomirtók, melyek tartalmaznak tebuthiuront, szintén hatékonyak lehetnek, de a kezelést többször meg kell ismételni, az újranövekedés elkerülése érdekében.

## Gyógyhatása

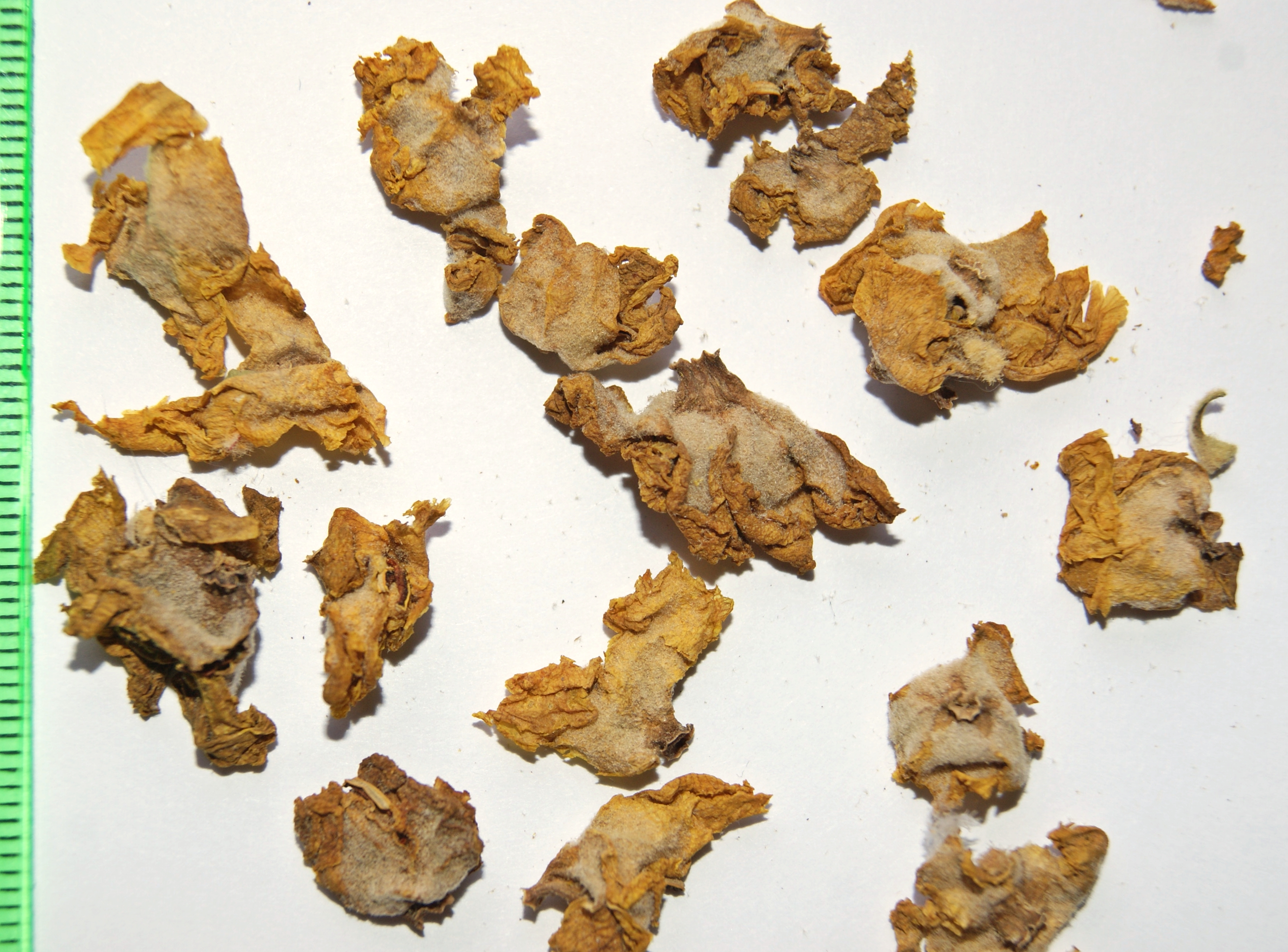
Szárított virágai

Az ökörfarkkóró több különböző gyógyhatását sikerült kimutatni. A növényben található nyálkaanyag csökkenti az enyhe gyulladást. A szaponinoknak köszönhető gyulladáscsökkentő és felületaktív hatása a savós hártyákon. A szaponinok és a flavonoidok együttes hatására, amelyek gátolják a hisztamin kiválasztását, gyulladásgátló és antihisztamin tulajdonsággal rendelkezik. A növényben található kumarin, mely vegyületet az asztma kezelésére is felhasználják.

## Felhasználása

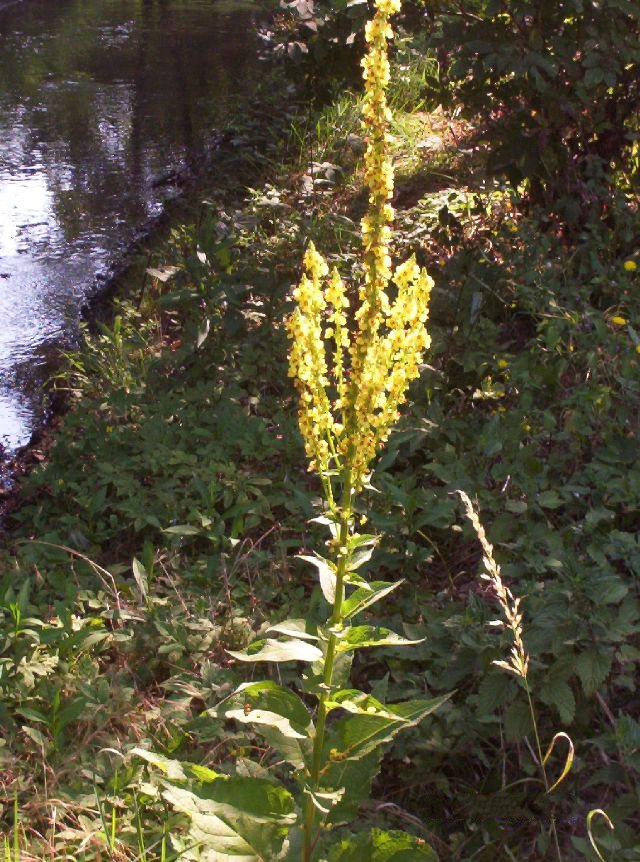
Molyhos ökörfarkkóró

A molyhos ökörfarkkórót már az ókortól kezdve használták különféle bőrbetegségek, valamint torok és légzőszervi megbetegedések kezelésére.
Bőrpuhító hatású. Hatóanyagai közt szaponint, kumarint, glikozidokat találunk. Dioszkoridész ajánlása szerint légúti megbetegedések kezelésére használható fel. Napjainkban számos gyógynövény szaküzletben kapható. Nem orvosi célú felhasználásakor festékek és színezőanyagok, valamint fáklyák készítésére használják.

### Orvosi célú felhasználása
Dioszkoridész már közel 2000 évvel ezelőtt tüdőbetegségek gyógyítására ajánlotta e növényt, és ez, valamint a köhögéscsillapítás maradt napjainkig is az egyik elsődleges felhasználási területe. Leveleiből főzeteket, vagy gyógyteákat készítettek, melyet köptetőként, szamárköhögés, hörghurut, torokgyulladás ellen és aranyér esetén használtak. Leveleinek elszívására szintén tüdőbetegségek gyógymódjaként tekintettek, mely szokás gyorsan elterjedt az észak-amerikai őslakosság körében.
Az ökörfarkkórót hagyományosan hasmenés és hasfájás, illetve sebek, szemölcsök, köszvény és aranyér gyógyítására használták. A népi gyógyászat a belőle készített szirupot légúti megbetegedések esetén alkalmazta. Ma elsősorban légzőszervi problémákra (gégehurut, légcsőhurut, hörghurut), valamint emésztési zavarokra (hasmenés, gyomorhurut, bélhurut, vastagbélgyulladás) javasolják. Külsőleg hatásos sebek, a lábon lévő fekélyek kezelésére, enyhíti a bőr irritációit.
A molyhos ökörfarkkórónak semmilyen mérgező vagy káros hatása nem ismert.

## Fordítás
- Ez a szócikk részben vagy egészben  a   Verbascum thapsus című angol Wikipédia-szócikk ezen változatának fordításán alapul.  Az eredeti cikk szerkesztőit annak laptörténete sorolja fel. Ez a jelzés csupán a megfogalmazás eredetét és a szerzői jogokat jelzi, nem szolgál a cikkben szereplő információk forrásmegjelöléseként.